# Förster Aurél
Förster Aurél (Budapest, 1876. július 9. – Budapest, 1962. július 7.) klasszika-filológus, egyetemi tanár, a Magyar Tudományos Akadémia rendes tagja (1938).
Kutatásainak területe és célja az antik írók művei szövegének hiteles megállapítása, s megbízható tolmácsolása. Röviden: az ókori művek szövegkritikai kiadása, Förster e tevékenységével a két világháború közt nemzetközi hírnévre tett szert.

## Életpályája
Förster János és Csermák Anna fia. Felsőfokú tanulmányokat a budapesti (1894–1898) és a berlini (1899) egyetemen folytatott, mindkét helyen kiváló mesterei voltak, Ponori Thewrewk Emil, Ulrich von Wilamowitz-Moellendorff, H. Diels. Egyetemi doktorátust 1900-ban, görög–latin szakos középiskolai tanári oklevelet 1902-ben szerzett. 1902-től Budapesten gimnáziumi tanárként működött, többször járt külföldi tanulmányutakon. 1915-től 1925-ig társszerkesztője volt az Egyetemes Philologiai Közlönynek. 1915-ben magántanárrá habilitált a budapesti egyetemen. Fordított, kritikai kiadásokat készített elő, s verstani kérdések foglalkoztatták. 1920–1927-ben a budapesti Középiskolai Tanárképző Intézetben tanított.
1928. január 1-jén nevezték ki nyilvános rendes tanárnak és a szegedi Ferenc József Tudományegyetem Klasszika-filológiai Intézetének vezetésével bízták meg, melynek oktatási feladatait Huszti József társprofesszorral látta el 1934-ig. A távozó Huszti helyébe Förster Kerényi Károlyt szerette volna maga mellé venni, de a szegedi egyetem vezetése nem szavazta meg, így kénytelen volt megelégedni a mellérendelt Marót Károly középiskolai tanárral, aki szintén rendkívül felkészült klasszika-filológus volt.
Az oktatás és a kutatás nyugalmasabb időszaka csak az 1930-as évek végéig tartott. Mint Förster tanítványa, Szádeczky-Kardoss Samu írja, az 1930-as években az Union Académique Internationale ajánlásokat dolgoztatott ki a görög és latin szövegek kiadására, s ehhez a munkához Förster Aurél javaslatait kérte és hasznosította. Hiteles és Híres tudós volt már ekkor Förster az antik szövegek kritikai kiadásának területén. Hitelességének egyik eszköze, hogy Arisztotelész szövegeinek azonosításához a szerző kommentárjait is segítségül hívta.
1940. október 19-én a szegedi Ferenc József Tudományegyetem már költözött vissza Kolozsvárra, s vele a tanári kar színe-java. Förster is elment október 19-én Kolozsvárra, s magával vitte a szegedi Klasszika-filológiai Intézet értékes könyvtárát, persze jogában állt, hiszen az 1921-ben Szegedre menekített Ferenc József Tudományegyetem költözött vissza. Kerényi Károly is végre Szegedre érkezett 1940. október 19-én Förster helyébe, a most már a Horthy Miklósról elnevezett szegedi egyetemre. Kerényi a pécsi Erzsébet Tudományegyetemről jött Szegedre. Kerényi magával hozta a pécsi Klasszika-filológiai Intézet könyvtárát.
Emberekben, anyagiakban, s az erkölcsökben óriási rombolást végzett a második világháború. Förster már 1942-től kilátástalannak találta a kolozsvári magyar egyetem jövőjét, Budapestre menekült, s  már 1942. július 1-jétől nyilvános rendes tanárként a budapesti egyetem ókortörténeti intézetében tanított 1947-es nyugdíjazásáig. Még próbált bent maradni a tudományos közéletben, 1952-ben elnyerte az irodalomtudományok doktora címet, s némi publikációs lehetőséghez jutott. Az MTA Förstert 1921-ben levelező, 1938-ban rendes, 1946-ban tiszteleti tagjának választotta. Az Akadémia 1949-es átszervezésekor tanácskozó taggá minősítették, s tiszteleti tagságát csak posztumusz, 1989-ben állították helyre.
Alkotói korszakának fénykorában, a századelőn és a két világháború közt számos tudományos tisztséget töltött be, s részt vett szakmai társaságok munkájában. A már említett Egyetemes Philologiai Közlöny szerkesztése után a szegedi Acta Sectio Philologica című szakmai kiadványt szerkesztette 1928-tól 1940-ig. Az MTA Klasszika-filológiai Bizottságának előadói tisztét töltötte be 1923-tól, s tevékenykedett az Országos Középiskolai Tanárvizsgáló Bizottságban. Választmányi tagja volt a Philologiai Társaságnak és működött a Klasszika-filológiai Társaságban.

## Művei (válogatás)
- A hexameter eredete. Budapest, 1899. 58 p.
- Symbolae criticae in librum Aristotelis De anima primum. Egyetemes Philologiai Közlöny, 1906.
- Aristoteles: De anima libri III. Recensuit Aurelius Förster. Budapest, 1912. XVIII, 217 p.
- Aristoteles: A lélekről 1. Ford. s bev. és jegyzetekkel ell. Förster A. Budapest, 1915. 110 p.
- Euhemerum. Egyetemes Philologiai Közlöny, 1926.
- A Magyar Tudományos Akadémia és a klasszikus ókor az Akadémia alapitásától 1883-ig. Budapest, 1927. 56 p.
- Az aristotelesi u.n. Parva Naturalia szerkezete és keletkezése. Budapest, 1932. 15 p.
- Textkritische Betrachtungen zur Aristotelischen Schrift: De sensu. Hermes, 1938.
- Empedocleum. Hermes, 1939.
- A filológia fogalma. Budapest, 1940. 19 p.
- Aristotelis: De sensu et de memoria libri. Budapest, 1942. XV, 149 p.
- A Roma quadrata kérdéséhez. Egyetemes Philologiai Közlöny, 1948.
- Prolegomena metrica. (Die rhytmischen Grundlagen des antiken Verses.) Acta Antiqua Academiae Scientiarum Hungaricae,[7] 1956.